# Luis Melián Lafinur
Luis Melián Lafinur (10 de enero de 1850 - 27 de febrero de 1939) fue un jurista, ensayista, diplomático, profesor y político uruguayo.

## Biografía
Fue hijo de Bernardo Melián y Florencia Lafinur. Su hermano fue Guillermo Melián Lafinur. De su unión con Manuela Riesco nació Felicia Melián Lafinur. 
Obtuvo su título de abogado en la Universidad de Buenos Aires en 1870. Participó en dos alzamientos armados: la Revolución del Quebracho en 1886 y nuevamente en la Revolución de 1904.
Conjuntamente con Carlos María de Pena fundó la Unión Liberal en 1891.
Representó a Uruguay en la Conferencia Panamericana de 1906 en Río de Janeiro, y al mismo tiempo fue nombrado Ministro Plenipotenciario ante los Estados Unidos, México y Cuba. 
Fue tío del poeta y crítico argentino Álvaro Melián Lafinur y del escritor argentino Jorge Luis Borges, quien lo nombra en su cuento Funes, el memorioso y en el poema El puñal (El otro, el mismo; 1964).

## Actividad como periodista
En su actividad periodística llegó a ser editor de dos periódicos, El Plata y La Razón.
En el periodo 1908-1909 presidió el Ateneo de Montevideo.
Fue colaborador de la Revista histórica, donde aportó varios artículos.

## Obras
- Estudio sobre la neutralidad, 1870.
- Las mujeres de Shakespeare, 1884.
- Exégesis de banderías, 1893.
- Los Treinta y Tres, 1893.
- Las charreteras de Oribe,1893.
- Charla menuda, 1897.
- Sonetería, 1897.
- Causa política de Avelino Arredondo (dos folletos), 1898.
- El problema nacional,1905.
- Ecos del pasado,1909.
- La leyenda real y el tabaricidio, 1909.
- Los grandes y los pequeñas, 1910.
- La historia y la leyenda,1911.
- Semblanzas del pasado Juan Carlos Gómez, 1915.
- La acción funesta de los partidos tradicionales en la reforma constitucional, 1918.
- Acotaciones al libro del doctor Abel J. Pérez titulado “Apuntes para la biografía del doctor Julio Herrera y Obes”, 1920.[5]